# 정혜사 (청양군)
정혜사(定慧寺)는 대한민국 충청남도 청양군 장평면 화산리에 있는 조선시대의 절이다. 1984년 5월 17일 충청남도의 문화재자료 제151호로 지정되었다.

## 개요
칠갑산 남쪽 기슭에 자리잡고 있는 절로, 신라 문성왕 3년(841)에 혜조국사가 지었다고 전한다. 이후, 517년경 전각이 모두 불타고 삼존불상만 화를 면했다. 16년 후 마곡사의 인명선사가 다시 짓고 여러 차례 보수·중건하였다. 1907년 큰 화재로 소실되었는데, 1908년 월파스님이 다시 지었다.
현재 절 안에는 삼존불상을 모시고 있는 대웅전과 산신각, 석굴암, 중암, 서암 등 암자가 있다. 정혜사의 현판은 3·1운동의 33인 중 한 분인 오세창 선생이 직접 쓴 것이다.

## 참고 문헌
- 정혜사 - 국가유산청 국가유산포털